# Rafael del Moral
Rafael del Moral Aguilera (Fondón, Almería, Andalucía,1952) es un sociolingüista y lexicógrafo español, cuyas investigaciones se centran en la diversidad lingüística del mundo y su distribución y valoración social, especialmente las del ámbito hispánico, y en la clasificación en diccionario ideológico del léxico de la lengua española.

## Biografía
Nació en Fondón el 16 de agosto de 1952, hijo de Isidro del Moral Martín y de Isabel Aguilera Guillén. Según el historiador Joaquín Gaona Villegas es descendiente directo del fundador de la localidad en un antiguo enclave morisco, el capitán de la Guerra de Ganada Juan del Moral, en 1572, como acción en la repoblación de las Alpujarras. 
Cursó estudios de Bachillerato en el Instituto Nicolás Salmerón de Almería conde tuvo como profesor a Pascual González  Guzmán, Antonio López Ruiz y José María Artero. 
Se licenció en Filología Hispánica en la Universidad Complutense de Madrid, donde se doctoró con la tesis Madrid como escenario literario en la novela española contemporánea dirigida por Andrés Amorós Guardiola.
Ha sido profesor de Lengua y Literatura en la Universidad de Alcalá y profesor visitante en el Instituto Estatal de Relaciones Internacionales de Moscú (Rusia) y en la Universidad de Bretaña Sur (Francia). También ha sido profesor de Lengua y literatura españolas en el Liceo Francés de Madrid. 
Como sociolingüista, propone en sus libros y artículos la adopción del término "ambilingüe" para designar a quienes utilizan dos lenguas en la vida diaria, y ambas con la misma destreza. Lo diferencia así del hablante bilingüe, para quien una de ellas predomina sobre la otra. Propone también que en las estadísticas lingüísticas se señale si los hablantes son monolingües, es decir, que hacen su vida diaria con una sola lengua independiente habilitada para todas las funciones de comunicación, o son ambilingües, que cubren la comunicación con dos lenguas. Usa como ejemplo a los hablantes de bretón o de galés que son francófonos o anglófonos como los franceses o ingleses. Para una mejor claridad y entendimiento de la sociolingüística propone que las cifras estadísticas de hablantes de lenguas condicionadas, como el vasco o el irlandés, vayan acompañadas de la condición ambilingüe de los hablantes mediante la cita de la otra lengua, tan propia como la primera. 
En sus libros sobre lenguas del mundo sugiere castellanizar los glotónimos. Su ortografía para suajili fue aceptada por la RAE como aparece en el Diccionario panhispánico de dudas.  
Como lexicógrafo es autor de una clasificación ideológica del léxico de todas las épocas y de todos los dominios en la tradición del Thesaurus (Diccionario ideológico) de Peter Mark Roget y del de Julio Casares, el Diccionario Ideológico - Atlas léxico. que contiene unos mil seiscientos campos semánticos que clasifican unas doscientas mil palabras y expresiones colocadas por afinidad de significados. También en la línea abierta por Julio Casares, su Diccionario temático del español (Editorial Verbum, Madrid, 1998) ha sido valorado por Günther Haensch y Carlos Omeñaca como «obra rica en materiales», al tiempo que le achacan limitarse a ofrecer en sus 569 páginas «una simple enumeración de las unidades léxicas que interesan, sin más comentarios».
Entre sus estudios literarios, la Enciclopedia de la novela española, un tratado informa sobre más de seiscientas novelas de todas las épocas, y que ofrece datos de cada una de ellas sobre la publicación, el tema, el argumento y las opiniones más importantes de los críticos que las han comentado.
Ha trabajado como traductor de novelas francesas del siglo XIX. Fue crítico literario y columnista en Diario 16. Colabora con artículos en la revista Archiletras, de la que es miembro de su consejo editorial desde su fundación en 2018.
Desde 2016 hasta 2022 fue presidente de la Asociación Europea de Profesores de Español (AEPE).
Fundó en 2017 la revista de investigación sobre la enseñanza de la lengua española El español por el mundo, donde publican profesores de los cinco continentes sus trabajos didácticos. 
Pertenece al Consejo de Dirección de Archiletras, donde publica regularmente en la sección El español y otras lenguas, además de otros reportajes. Es columnista en los periódicos digitales Vozpópuli y El Español.

## Obras

### Lengua
- Curso de lengua española, Madrid, Ed. del autor, 1985
- Diccionario Práctico del Comentario de Textos Literarios, Madrid, Ed. Verbum, 1996
- Las batallas de la eñe. Lenguas condicionadas y nacionalismos exaltados. Madrid, Ed. Verbum, 2016.
- Retórica. Introducción a las artes literarias. Madrid, Ed. Verbum, 2014.

### Literatura
- Enciclopedia de la novela española, Barcelona, Ed. Planeta, 1999[7]
- Diccionario práctico del comentario de textos literarios, Madrid, Ed. Verbum, 1995.[8] 2a Ed., 2004
- Madrid como escenario literario de la novela española contemporánea, Madrid, Publicaciones de la Universidad Complutense, 1991
- Madrid en la novela 1939-1975, Madrid, Edición en scribd, 1998
- Cómo se hizo una novela, Barcelona, Ridis editores, 1999
- Teoría y práctica de la novela, Barcelona, Ridis editores, 1999
- Edición crítica de Trafalgar de Benito Pérez Galdós, Ed. Mare Nostrum, Madrid, 2002.
- Episodios Nacionales. Primera Serie. Benito Pérez Galdós, Madrid, Ed. Mare Nostrum, Madrid, 2004.

### Diccionarios y léxico
- Diccionario ideológico. Atlas léxico de la lengua española., Barcelona, Ed. Herder, 2009[2][9]
- Diccionario temático del español, Madrid, Ed. Verbum, 1998.[10]
- Diccionario conceptual. Español, inglés y francés, Madrid, Calibán editores, 2010
- Manual práctico del vocabulario del español, en colaboración con Luz del Olmo Veros. Madrid, Ed. Verbum, 2001
- Manual práctico del Español Coloquial, Madrid, Ed. Verbum, 2004

### Sociolingüística
- Diccionario de las lenguas del mundo, Madrid, Ed. Espasa-Calpe, 2002[11]
- Historia de las lenguas hispánicas contada para incrédulos, Barcelona, Ediciones B, 2009
- Historia de las lenguas del mundo, Barcelona, Castalia, 2012
- Las batallas de la eñe: lenguas condicionadas y nacionalismos exaltados, Madrid, Verbum, 2015[12]

### Narrativa
- Marta y los otros, Madrid, Ed. Tal vez, 2005
- Aires de tímida doncella, Madrid, Calibán editores, 2008
- La influencia de Cástor y Pólux, Madrid, Calibán editores, 2010
- Crónicas desde el umbral, Madrid, Calibán editores, 2010

### Poesía
- Desde que te conozco, Barcelona, Ridis editores, 1999
- Al paso del tiempo, Almería, Edición del Autor, 2023

### Traducciones
- Hitchcock/Truffaut. Edición definitiva de Hitchcock y Truffaut. Madrid, Ed. Akal, 1991, ISBN 84-460-0046-6
- Mi vida y mi cine de Jean Renoir, Madrid, Ed. Akal, 1993 - ISBN 84-460-0110-1.

### Artículos
- Fundamentos históricos de las lenguas universales. Cuenca, 2012.

- Glotonimia túrcica en lengua española, Tashkent, Uzbekistán, 2012.

- Brevísimo apunte sobre el ambilingüismo y las lenguas condicionadas, Ávila, 2013.

- El español de Asturias y el asturiano. Un origen común, un destino distinto. Gijón, 2014.

- Español y portugués. ¿Podrían haber sido la misma lengua? Lisboa, Portugal, 2014.

- Aproximación sociológica a la utilidad de las lenguas extranjeras. Burgos, 2015.

- El español y el vasco en el marco de las lenguas emparejadas. Una mirada sociolingüística. Donostia, San Sebastián, 2019.

- Valoración de destrezas en lenguas adquiridas y el futuro de la traducción automática. Revista de la AEPE, 2018.
- Madrastra, con los días contados. Revista Archiletras, 2023.
- El viaje lingüístico de la patata. Revista Archiletras, 2023.
- El viaje lingüístico del vino. Revista Archiletras, 2024.
- Europa y las lenguas. De conferencia en la Universidad Rey Juan Carlos, 2016.